# ريكاردو سانشيز جالفيز
ريكاردو سانشيز جالفيز هو سياسي مكسيكي، ولد في 12 يناير 1974 في Sahuayo ‏ في المكسيك. نشط حزبياً في الحزب الثوري المؤسساتي. وقد انتخب عضو مجلس النواب المكسيك ‏.